# Тейлор Ворт
Тейлор Ворт (англ. Taylor Worth, нар. 8 січня 1991, Басселтон, Австралія) — австралійський лучник, бронзовий призер Олімпійських ігор 2016 року.

## Виступи на Олімпіадах
| Олімпіада           | Дисципліна             | Місце |
| ------------------- | ---------------------- | ----- |
| Лондон 2012         | індивідуальна першість | 9     |
| Ріо-де-Жанейро 2016 | індивідуальна першість | 5     |
| Ріо-де-Жанейро 2016 | командна першість      | 3     |